# Viken (lago)
Il Viken è un lago della Svezia. Si trova nella contea di Västra Götaland, dove si trova a cavallo del confine tra i comuni di Karlsborg e Töreboda.
Il lago fa parte del canale di Göta, ed è il punto più alto del canale toccando i 91,8 m s.l.m..